# Jaylon Tate
Jaylon Tate (Chicago, 16 gennaio 1995) è un cestista statunitense.

## Palmarès
- Campionato austriaco: 1

Swans Gmuden: 2020-2021
- NBL Canada: 1

London Lightning: 2021-2022